# Manuel Becerra (metropolitana di Madrid)
Manuel Becerra è una stazione delle linee 2 e 6 della metropolitana di Madrid.
Si trova sotto alla piazza omonima, nel distretto di Salamanca.

## Storia
La stazione fu aperta al pubblico il 14 giugno 1924 in corrispondenza dell'inaugurazione della linea 2 tra Sol e Ventas. I binari si trovavano sotto alla calle de Alcalá, a poca profondità.
All'inizio degli anni settanta incominciò la costruzione della stazione della linea 6 dove furono installati cartelli con il nome "Plaza de Roma". A quell'epoca, infatti, la piazza di Manuel Becerra era denominata Plaza de Roma. Tuttavia, prima di essere aperta al pubblico l'11 ottobre 1979, anche la stazione della linea 6 assunse il nome di Manuel Becerra. I binari della linea 6 si trovano sotto le vie di Francisco Sivela e Doctor Esquerdo, a una maggiore profondità rispetto a quelli della linea 2 e al di sotto del tunnel stradale che collega le due vie. Coincidendo con l'apertura dei binari della linea 6 furono eseguiti importanti lavori di ristrutturazione.

## Accessi
Ingresso Manuel Becerra
- D. Ramón de la Cruz Plaza de Manuel Becerra, 4 (angolo con Calle de Don Ramón de la Cruz e Calle de Alcalá).
- Doctor Esquerdo Plaza de Manuel Becerra, 20 (angolo con Calle del Doctor Esquerdo e Calle de Alcalá).